# Portugiesisch-tuvaluische Beziehungen
Die portugiesisch-tuvaluischen Beziehungen beschreiben das zwischenstaatliche Verhältnis von Portugal und Tuvalu. Die Länder sind bisher noch keine direkten diplomatischen Beziehungen eingegangen.
Es sind weder portugiesische Staatsbürger in Tuvalu (Zahlen von 2000) noch Bürger Tuvalus in Portugal (Zahlen von 2015) gemeldet.

## Geschichte
Der Spanier Alvaro de Mendaña de Neyra war der erste Europäer im späteren Inselstaat Tuvalu. Möglicherweise sind auch portugiesische Seefahrer im 16. Jahrhundert in das pazifische Gebiet um Tuvalu gekommen, doch sind dazu keine Dokumente bekannt. Ohnehin blieben die Inseln für die Portugiesen uninteressant, da sie keine bedeutenden Handelsplätze und Handelswaren versprachen und nach dem Vertrag von Saragossa überwiegend in die spanische Sphäre fielen, so dass keine portugiesische Motivation bestand, dort eigene Stützpunkte einzurichten.
Tuvalu blieb allgemein unbeachtet bis zur Ankunft des in britischen Diensten stehenden, US-amerikanischen Kapitäns Arent Schuyler de Peyster im Jahr 1819. Die Inseln wurden im 19. Jahrhundert von Walfängern angesteuert, darunter vermutlich auch Portugiesen, die im pazifischen Walfang tätig waren.
Tuvalu blieb britischer Besitz bis zur Unabhängigkeit 1978. Erst im Jahr 2000 wurde das etwa 9.000 Einwohner zählende Tuvalu Mitglied der UNO, der Portugal seit 1955 angehört. Damit gehörten die beiden Länder erstmals einer gemeinsamen Organisation an.
Bisher haben Portugal und Tuvalu noch keine direkten diplomatischen Beziehungen aufgenommen (Stand April 2017).

## Diplomatie
Weder unterhält Portugal eine eigene Botschaft in Tuvalu, noch besteht eine Vertretung Tuvalus in Portugal, da die Länder bisher noch keine direkten diplomatischen Beziehungen eingegangen sind. Auch gegenseitige Konsulate bestehen deshalb nicht.

## Wirtschaft
Zwischen Tuvalu und Portugal findet aktuell kein zählbarer Handel statt (Stand Ende 2016). So weist die portugiesische Außenhandelskammer AICEP in ihren Statistiken Zahlen zu weltweit allen Ländern aus, mit denen Portugal Handel treibt, ohne zu Tuvalu Zahlen anzugeben. Zuständig ist die AICEP-Niederlassung in der australischen Hauptstadt Canberra.